# پاولو تیچینا
پاولو تیچینا (به اوکراینی: Павло Григорович Тичина)؛ (زادۀ ۲۳ ژانویهٔ ۱۸۹۱ میلادی – درگذشتۀ ۱۶ سپتامبر ۱۹۶۷ میلادی) شاعر، مترجم، پابلیسیست، فعال عمومی، آکادمیسین، و دولتمرد بزرگ اوکراینی بود. او اشعار سرود جمهوری سوسیالیستی شوروی اوکراین را سروده است.
وی همچنین برندهٔ جوایزی همچون جایزه ملی شوچنکو، نشان پرچم سرخ کار، نشان لنین، و قهرمان کار سوسیالیست شده‌ است.